# GUT (Band)

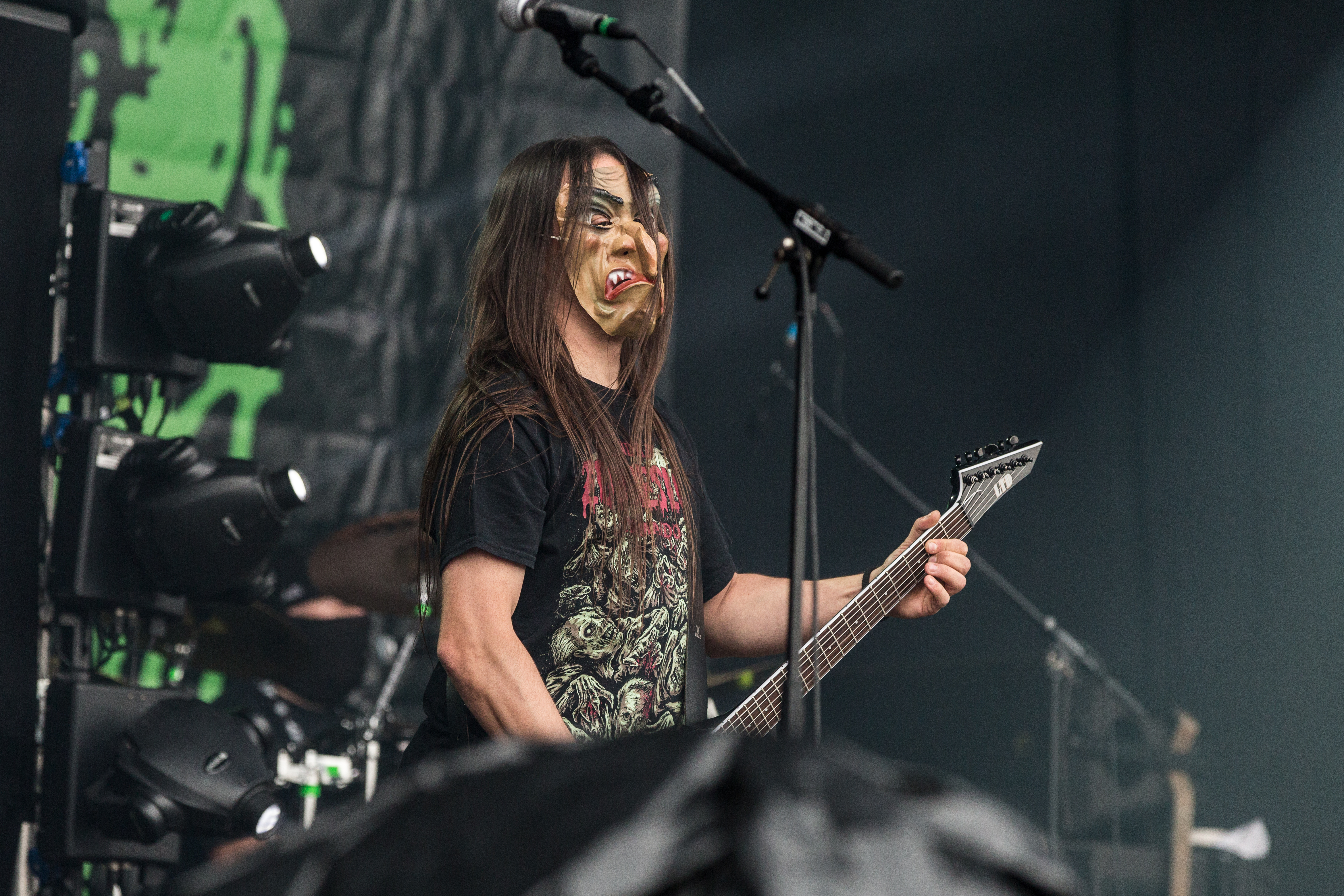
Joe Proell beim Party.San 2017

GUT (alternative Schreibweise G.U.T.) ist eine deutsche Grindcore-Band, die neben der Band Dead als Begründer des Porngrinds gilt. Ihr Stil wird im Vergleich zum klassischen Grindcore als simpler, langsamer und rockiger charakterisiert.
GUT (Eigenschreibweise) ist nicht zu verwechseln mit der gleichnamigen Jazz-Rock-Band Gut aus Düsseldorf um Goran Vujic, Thorsten Praest, Ulf Stricker rund zwei Dekaden später.

## Bandgeschichte
GUT wurde 1991 von Schlagzeuger Tim Eiermann (Pseudonym „Organic Masturbator Of 1000 Splatter Whores aka H.B. Boner aka Hott Beatz Bonassis“) und Gitarrist Joe Proell (Pseudonym „Torturer Of Lacerated And Satanic Tits aka G.Cheezus“) gegründet, die beide Mitglieder von Pyogenesis waren. Kurz nach der Gründung kam Sänger Oliver Roder (Pseudonym „G.G. Ollin aka Spermsoaked Consumer Of Pussy Barbeque aka Bukkake Boy“) zur Band. Im Juli 1991 nahm GUT das erste Demo Drowned in Female Excrements auf, allerdings ohne Bassisten. Im Frühjahr wurden weitere Titel aufgenommen, die in der Folgezeit auf verschiedenen EPs erschienen. Musikalisch entfernte sich die Gruppe vom klassischen Grindcore, spielte langsamere und nachvollziehbare Songs, deren Texte sich um Themen aus Splatter und Pornografie drehten. Dies gilt als Geburtsstunde des Porngrinds. Aufgrund ihres Auftretens und wegen des Umgangs mit dem Publikum bei Liveshows erhielt GUT kaum Auftrittsangebote und trat überwiegend im Südwesten und im Osten Deutschlands auf. Unterstützt wurden sie dabei von Mitgliedern der Kollegen von Dead sowie von Nyctophobic-Bassist Pumpgun Messiah. Im Sommer nahm die Band ihr Debütalbum Odour of Torture auf, das 1995 im Vertrieb von Morbid Records erschien. Aus unbekannten Gründen löste sich GUT im April 1995 auf.
Schlagzeuger Tim Eiermann gründete Liquido, Sänger Oliver Roder widmete sich seinem Elektro-Grind-Projekt Nunwhore Commando 666, der Techno-Grindcore-Band Libido Airbag und deckte unter dem Namen R.O.D. ebenso den Horrorcore-Rap als sein musikalisches Spektrum ab. 2004 kündigte Roder an, GUT reformieren zu wollen. Im Januar 2005 nahm sie das Comeback-Album The Cumback 2006 auf, das 2006 erschien und Grindcore mit Elementen von Hip-Hop, Hardcore Punk und Elektronischer Musik vereinte. Im Jahr 2006 wurden weitere Titel aufgenommen, u. a. mit Otto von Schirach als Projekt GUTTO. Im Jahr 2010 gab es eine Split-EP mit Satan's Revenge on Mankind. Die letzte bislang erschienene Veröffentlichung war das Album DISCIPLES OF SMUT im Jahr 2020.

## Diskografie
Alben
- Odour of Torture (1995)
- The Singles Collection (Sampler, 2000)
- The Cumback 2006 (2006)
- Disciples of Smut (2020)

EPs
- Spermany's Most Wanted (EP, 1992)
- Gefotzt Gefistelt (MC, 1994)
- Hyper-Intestinal Vulva Desecration (EP, 1994)
- Assyfied/Pussyfied (EP, 1995)
- Pimps of Gore (EP, 2006)

Split-EPs
- Want Some Nuke or Gut? (mit Nuke, 1993)
- Twat Enema (mit Gore Beyond Necropsy, 1994)
- Gut/Morphea (mit Morphea, 1994)
- Fistful of Sperm (mit Brain Damage, 1994)
- Cripple Bitch (mit Retaliation, 1994)
- Enter the Painroom (mit Dead, 1995)
- Girls On Acid (mit Rompeprop, 2006)
- Hooker ballett (mit Gonorrhea Pussy, 2006)
- Gigolo Warfare (mit Distorted Impalement, 2007)
- The Green Slime Are Coming (mit Satan's Revenge On Makind, 2010)